# بخش بابابه
بخش بابابه (به عربی: مقاطعة بابابی) یک منطقهٔ مسکونی در موریتانی است که در استان براکنه واقع شده‌است.